# Evidències empíriques de la forma esfèrica de la Terra

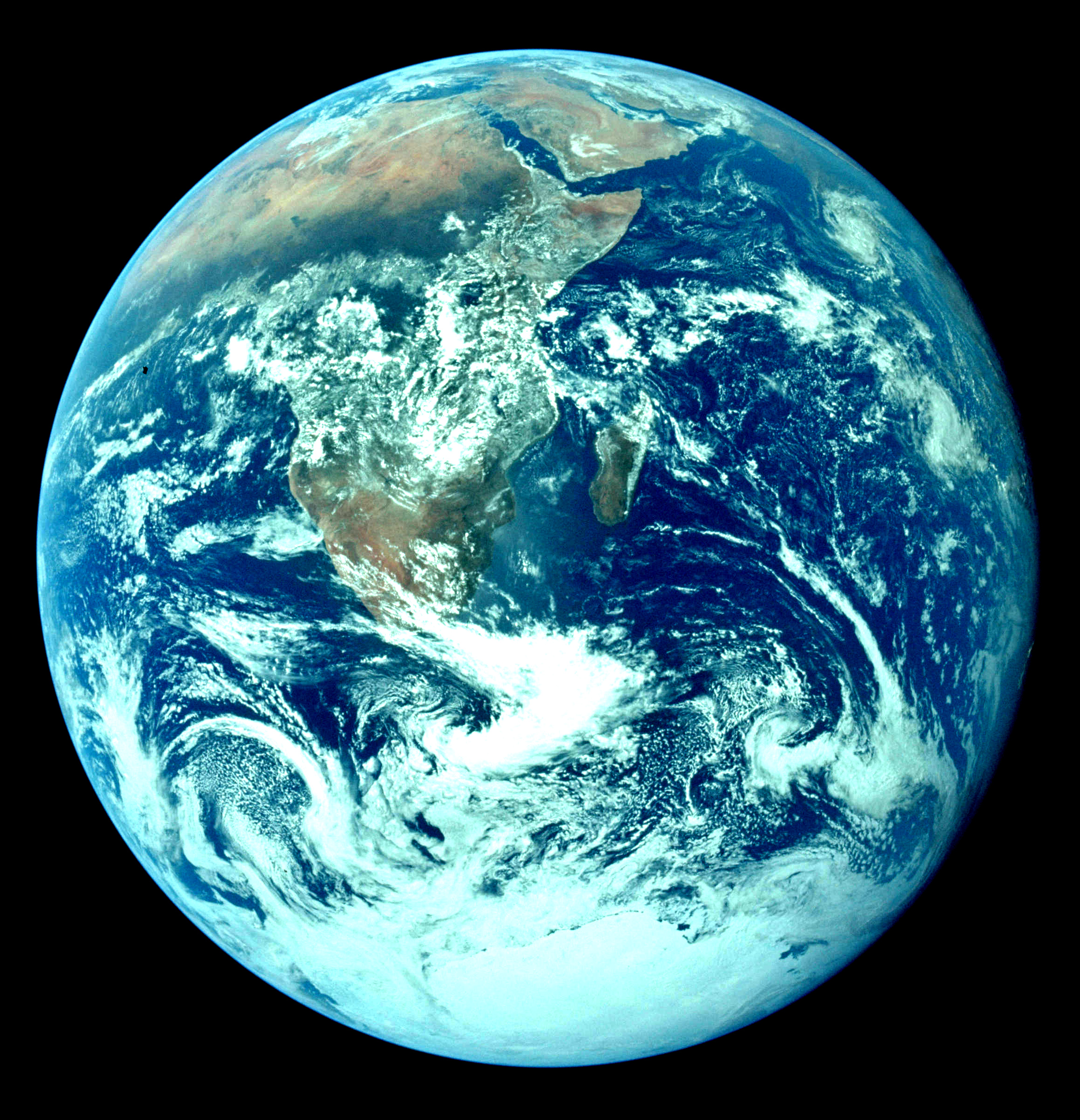
La bala blava. Famós fotografia de la Terra capturada en la missió Apol·lo 17 (1972).

La forma aproximadament esfèrica de la Terra (geoide o el·lipsoide aplatat en els pols) ha estat demostrada durant segles des de l'Edat Antiga i es pot evidenciar per molts tipus diferents d'observacions, tant a simple vista des del nivell del sòl, com en vol o en òrbita. La forma esfèrica causa una sèrie d'efectes i fenòmens que combinats refuten les creences modernes de la Terra plana. Aquests inclouen: des de la visibilitat d'objectes distants en la superfície terrestre; els eclipsis lunars; l'aparença de la lluna; l'observació de certes estrelles fixes des de diferents llocs; l'observació del Sol; la navegació de superfície terrestre; els sistemes meteorològics; la gravetat; i les fotografies de la Terra.
Aquests fenòmens i observacions no serien possibles en una Terra plana o en qualsevol altra forma en el seu conjunt. Les lleis de la gravetat, la química i la física que expliquen la formació i la forma rodona de la Terra estan ben provades i comprovades a través d'experiments i s'apliquen amb èxit a moltes tasques d'enginyeria.

## Visibilitat d'objectes distants en la superfície de la Terra

Fotografies de vaixells ocults en l'horitzó degut a la curvatura terrestre
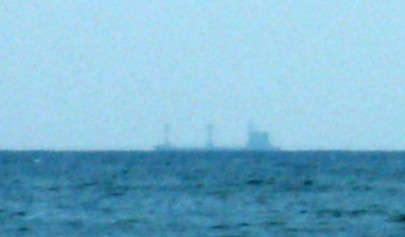
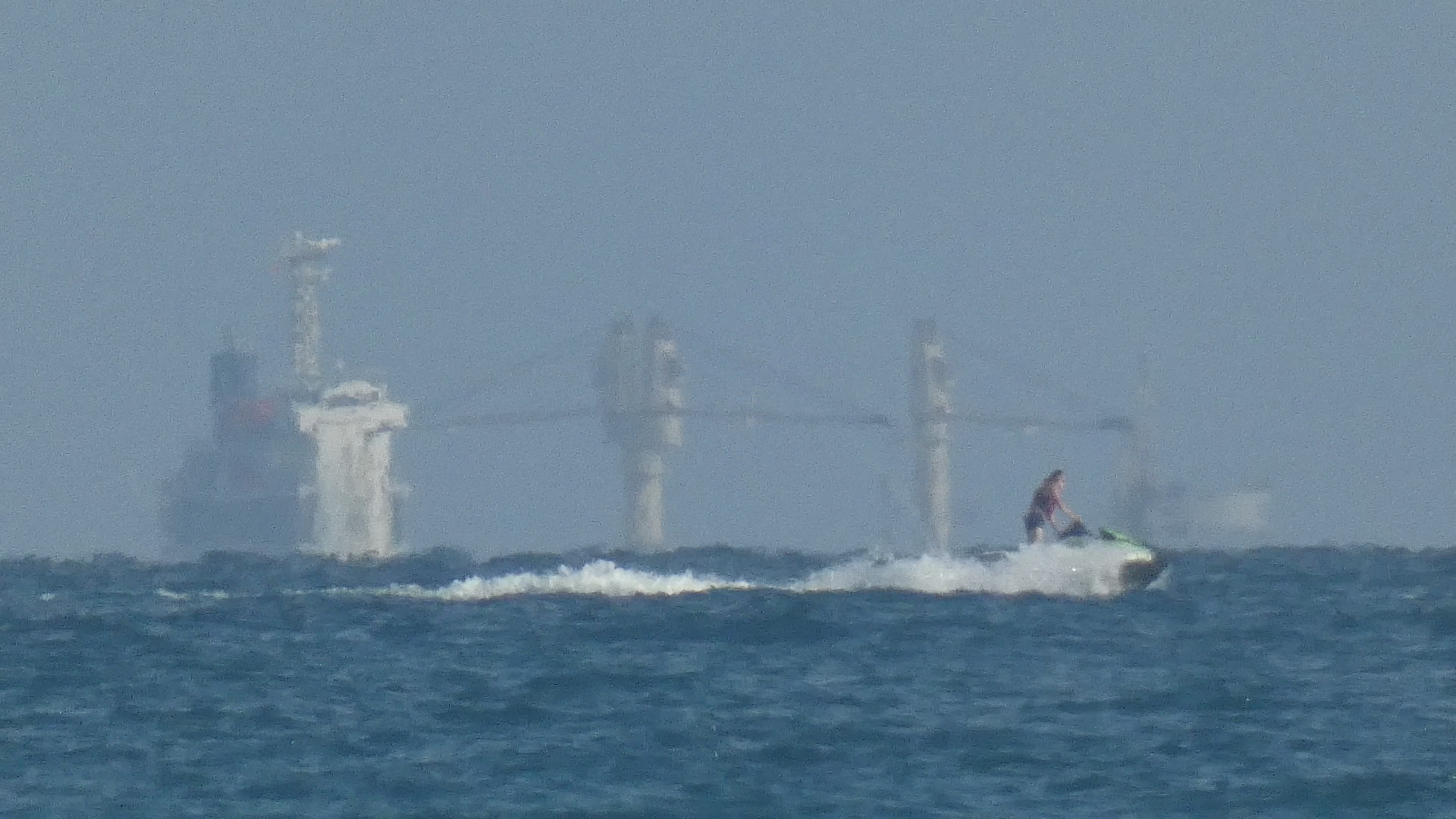
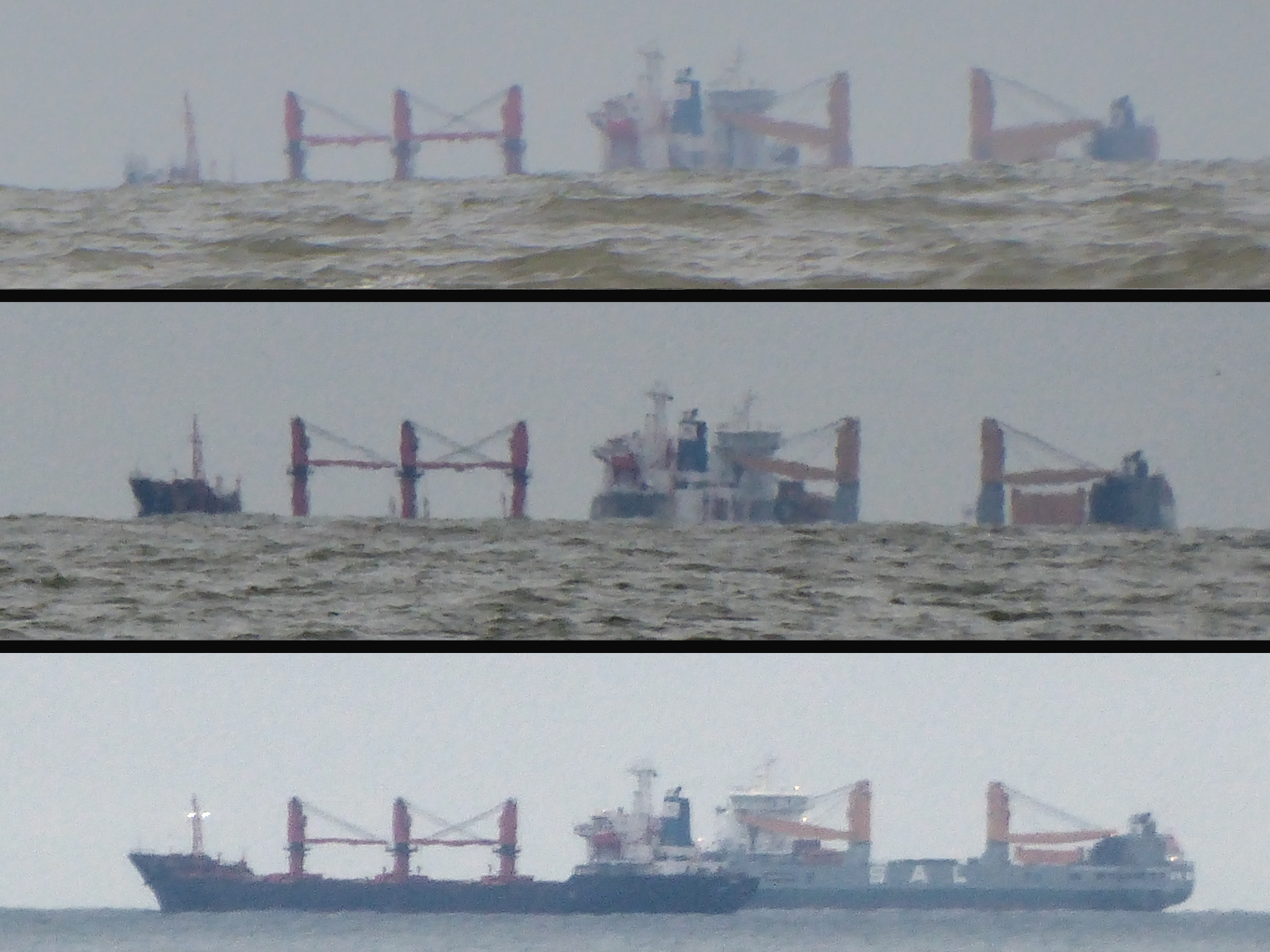

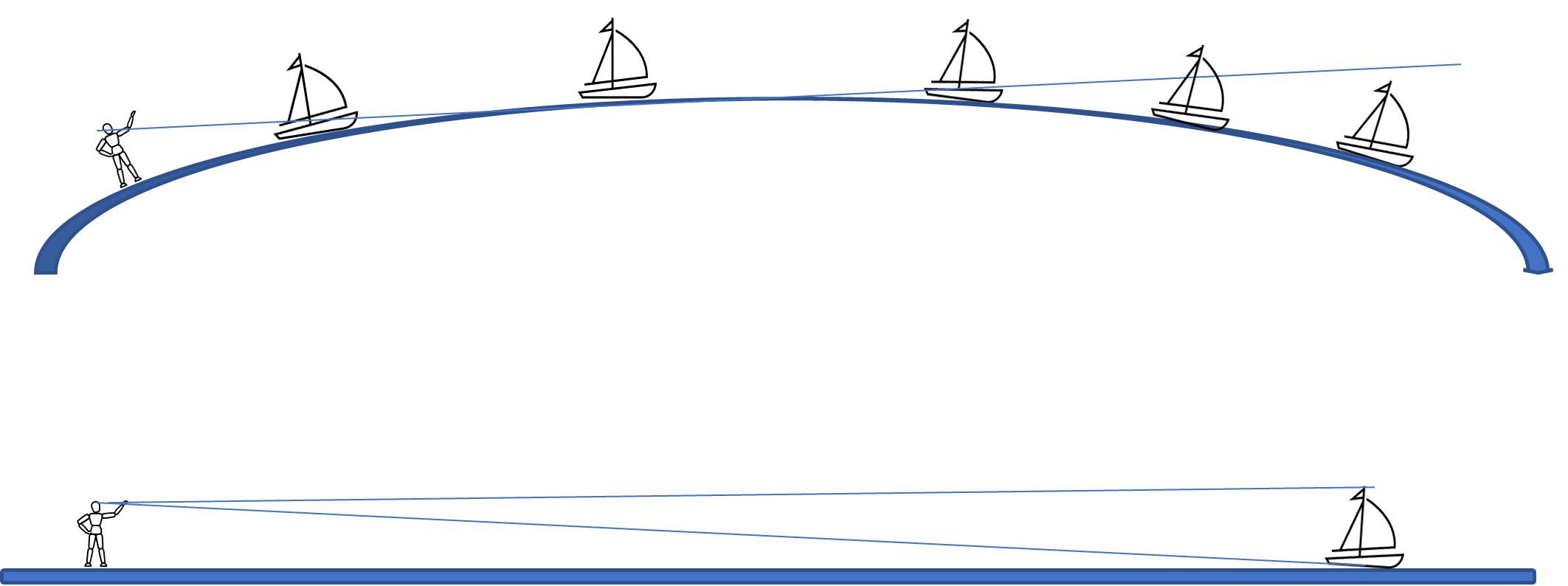
(Fig. 1) En una Terra plana els objectes disminuiria progressivament cap a l'horitzó, mentre que en una Terra esfèrica serien ocultats per l'horitzó.

En una Terra plana sense obstruccions, el sòl mateix mai enfosquiria els objectes distants; seria possible veure tot el camí fins a la vora del món. Una superfície esfèrica té un horitzó que està més a prop quan es veu des d'una altitud més baixa. D'aquesta manera, com més lluny un objecte estigui s'anirà ocultant en l'horitzó de baix a dalt (Fig. 1).

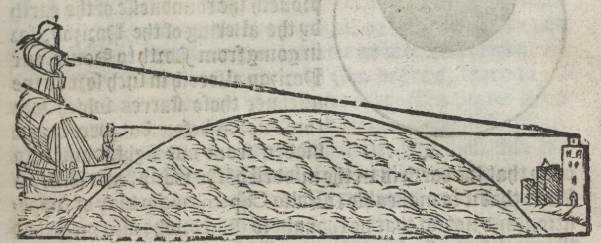
(Fig. 2) Els antics mariners podien detectar objectes a la llunyania des d'un niu de corbs. Aquest fet sol pot explicar-se en una Terra esfèrica. Imatge de M. Blundeuile his exercises (1613).

⁣El geògraf i escriptor grec Estrabó va descriure aquesta observació en la seva obra Geografia, on va sostenir que la forma esfèrica de la Terra es demostra per l'experiència dels navegants els qui, escriu, no poden veure les llums d'una costa llunyana si estan a l'altura dels seus ulls, però sí que resulten visibles si estan elevades o si el punt d'observació se situa més amunt, de la mateixa manera que quan els mariners s'acosten a terra, la qual cosa al principi semblava ser terra baixa es revela com a elevada, i tot això explica assumint la curvatura de la Terra (Fig. 2). Per aquesta raó els fars es construeixen a gran altura, com a penya-segats (Fig. 3).

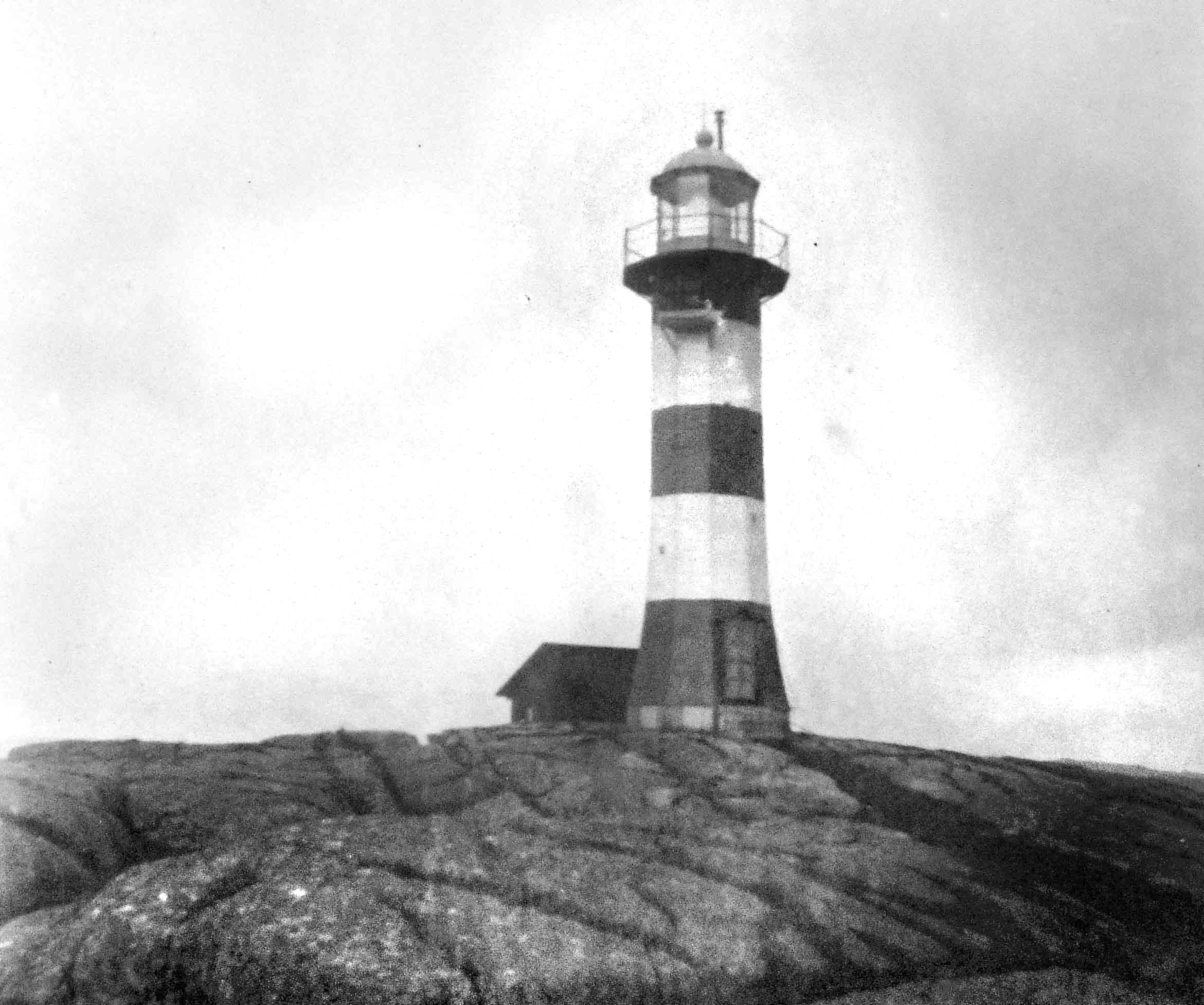
(Fig. 3) Els fars es construeixen a gran altura perquè la seva llum sigui visible més enllà de l'horitzó, fins i tot estant ocults per la curvatura de la Terra.

L'⁣astrònom, geògraf i matemàtic greco-egipci Ptolemeu descriu aquestes observacions com a prova de l'esfericitat terrestre en la seva Almagest:

"Hi ha una consideració posterior que si nosaltres naveguem cap a les muntanyes o cap a llocs elevats des d'i cap a qualsevol altra direcció, aquests [llocs] són observats augmentant gradualment en grandària com si sortissin pròpiament de la mar, en el qual haurien d'haver estat prèviament submergits: això és degut a la curvatura de la superfície de l'aigua".

Quan l'atmosfera està en calma i la seva temperatura és homogènia, es poden observar els efectes visuals que generalment s'esperen d'una Terra esfèrica. Per exemple, els vaixells que viatgen sobre grans masses d'aigua, ja sigui l'oceà o altres mars, desapareixen en l'horitzó progressivament, de manera que la part més alta del vaixell encara es pot veure fins i tot quan les parts més baixes ja no es veu, proporcionalment a la distància de l'observador. Així mateix, en els dies dels vaixells de vela, un mariner pujava a un masteler per a veure més lluny (Fig. 1). Això no seria possible si la Terra fora plana. El càlcul de la distància de l'horitzó permet a mariners estimar sense radar l'abast d'un contacte distant entre altres naus.

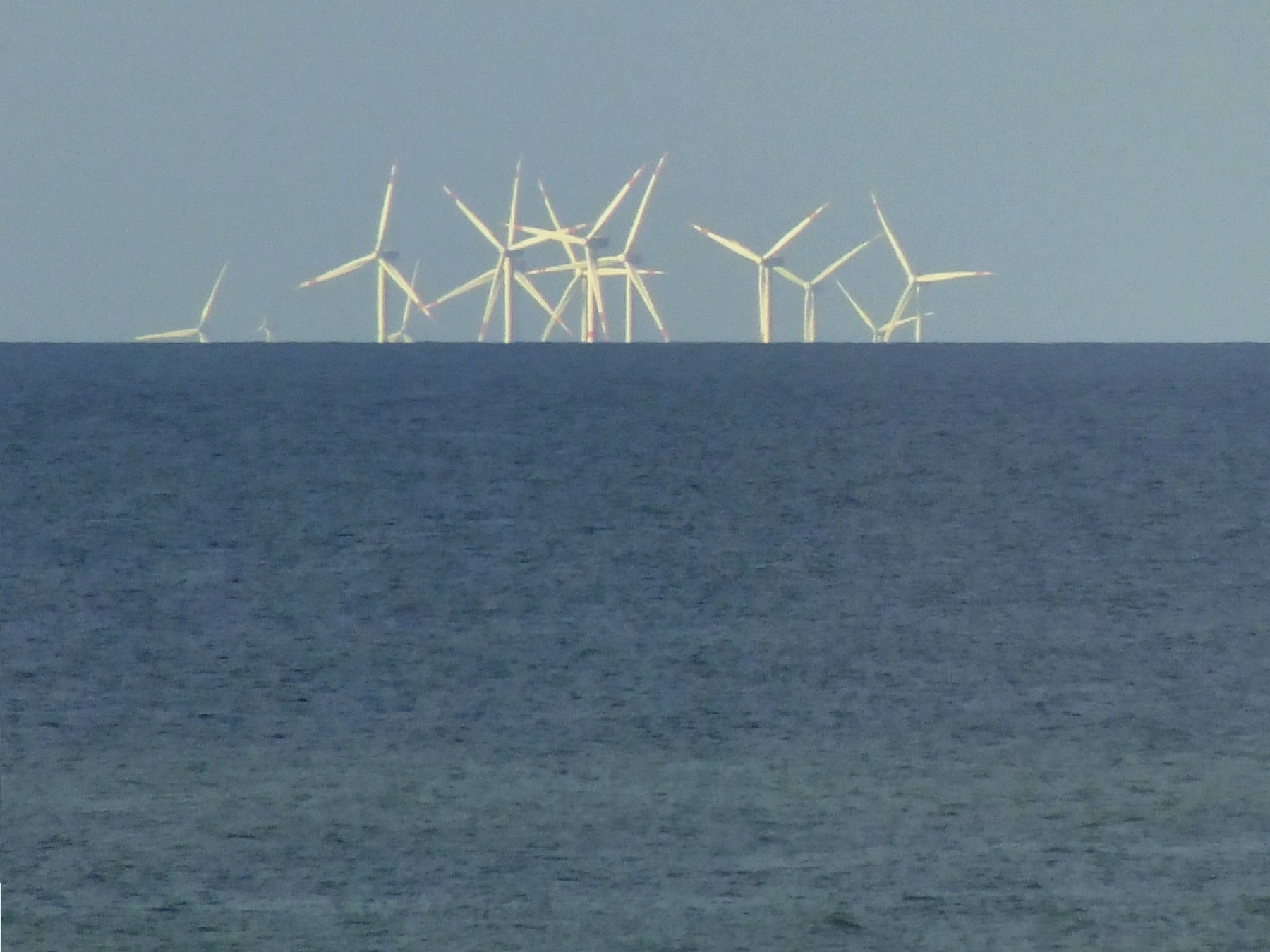
Foto del parc eòlic Thorntonbank des d'uns 50 quilòmetres. Les turbines eòliques són ocultades per la curvatura de la Terra.
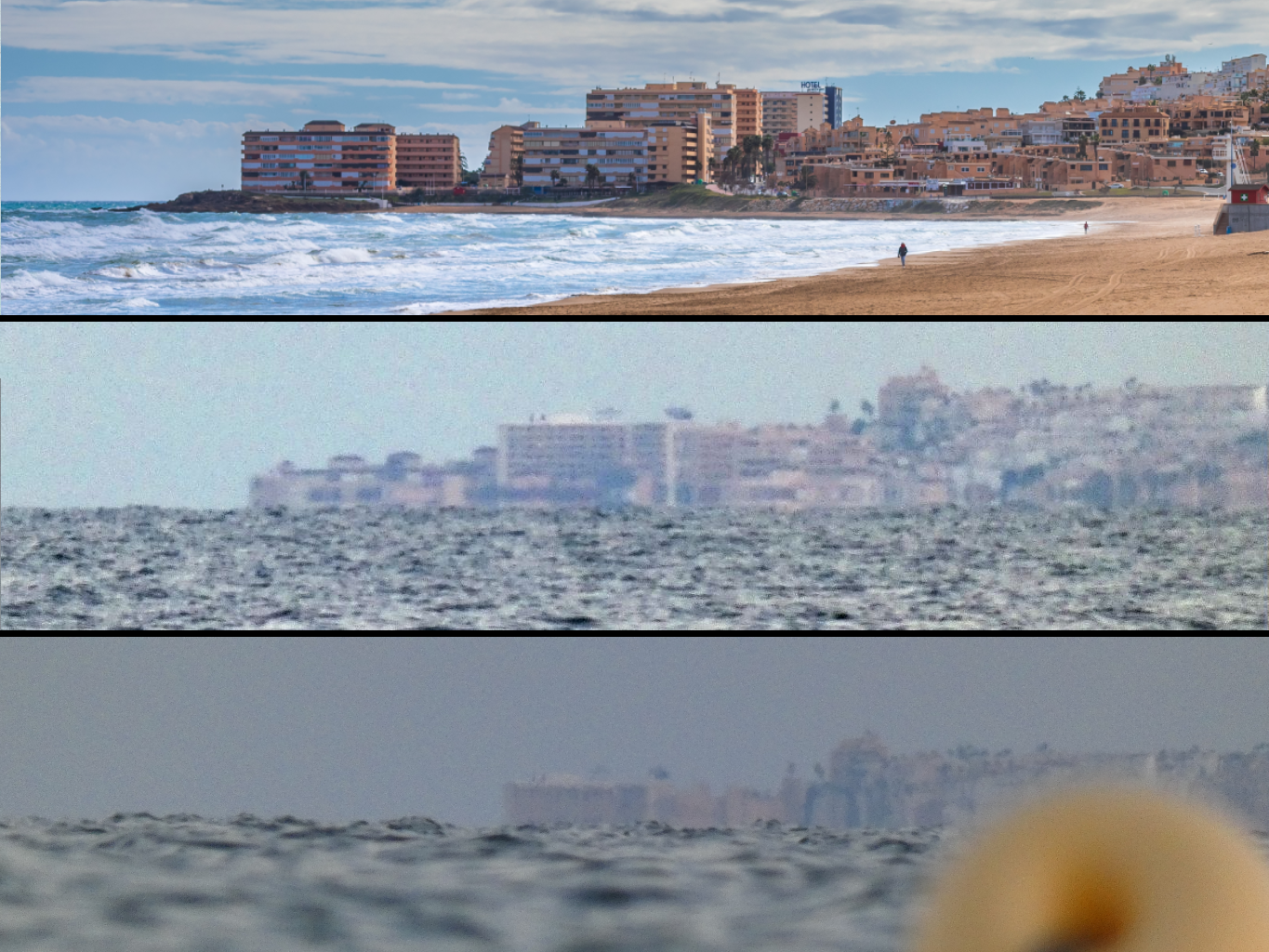
Vista de La Mata (Torrevella) des de Santa Pola (21 km). La segona foto va ser presa dempeus a l'altura dels ulls. La tercera va ser presa des del sòl, prop del nivell de la mar.
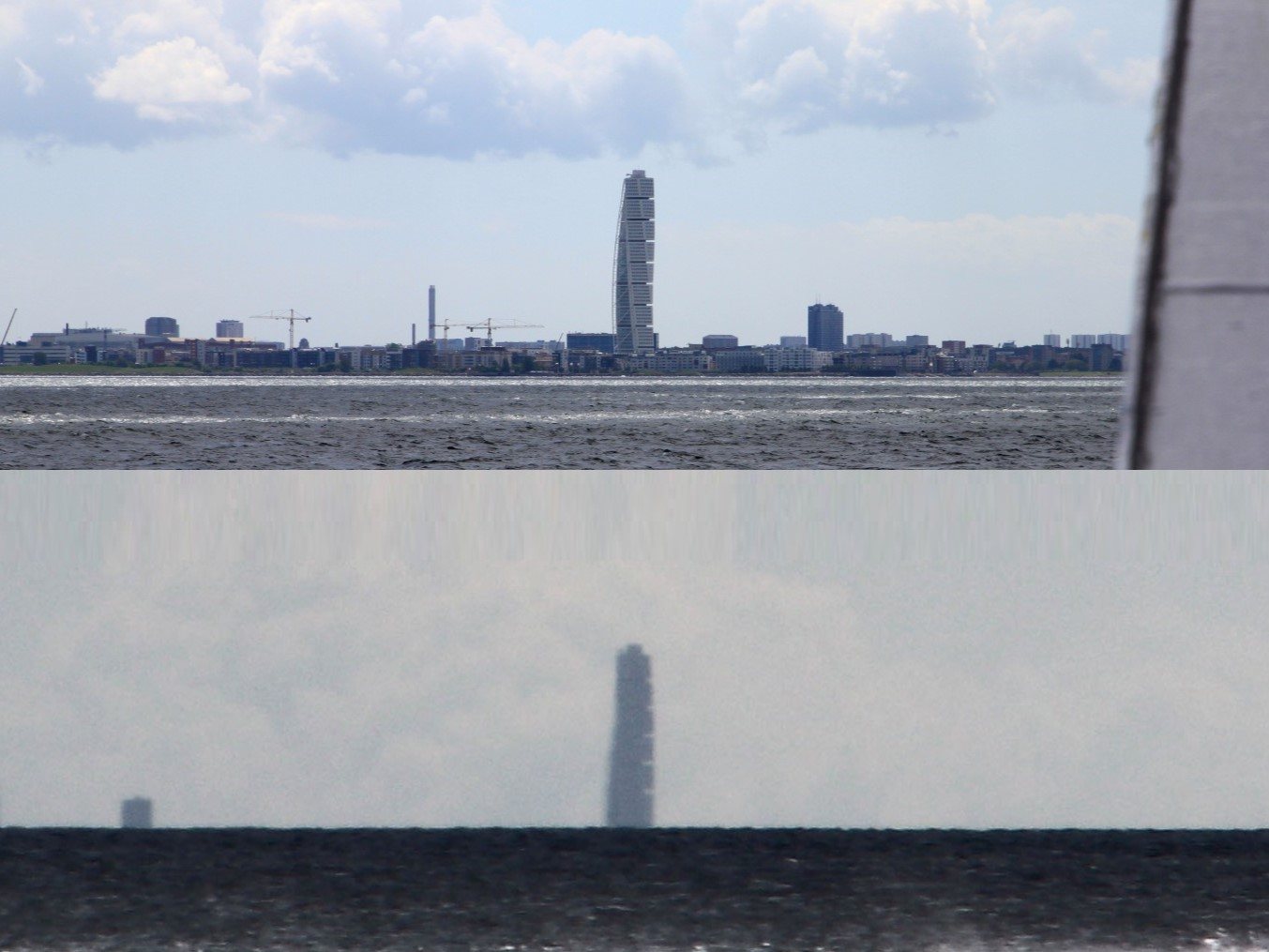
Comparació de l'edifici Turning Torso ocultat per la mar Bàltica a causa de la curvatura de la Terra vist a 36 km.
Comparació de diverses fotos de la ciutat de Toronto ocultada pel llac Ontario a causa de la curvatura de la Terra.
Ciutat de Chicago vista des de l'Indiana Dunes National Park ocultada pel llac Michigan a causa de la curvatura de la Terra.
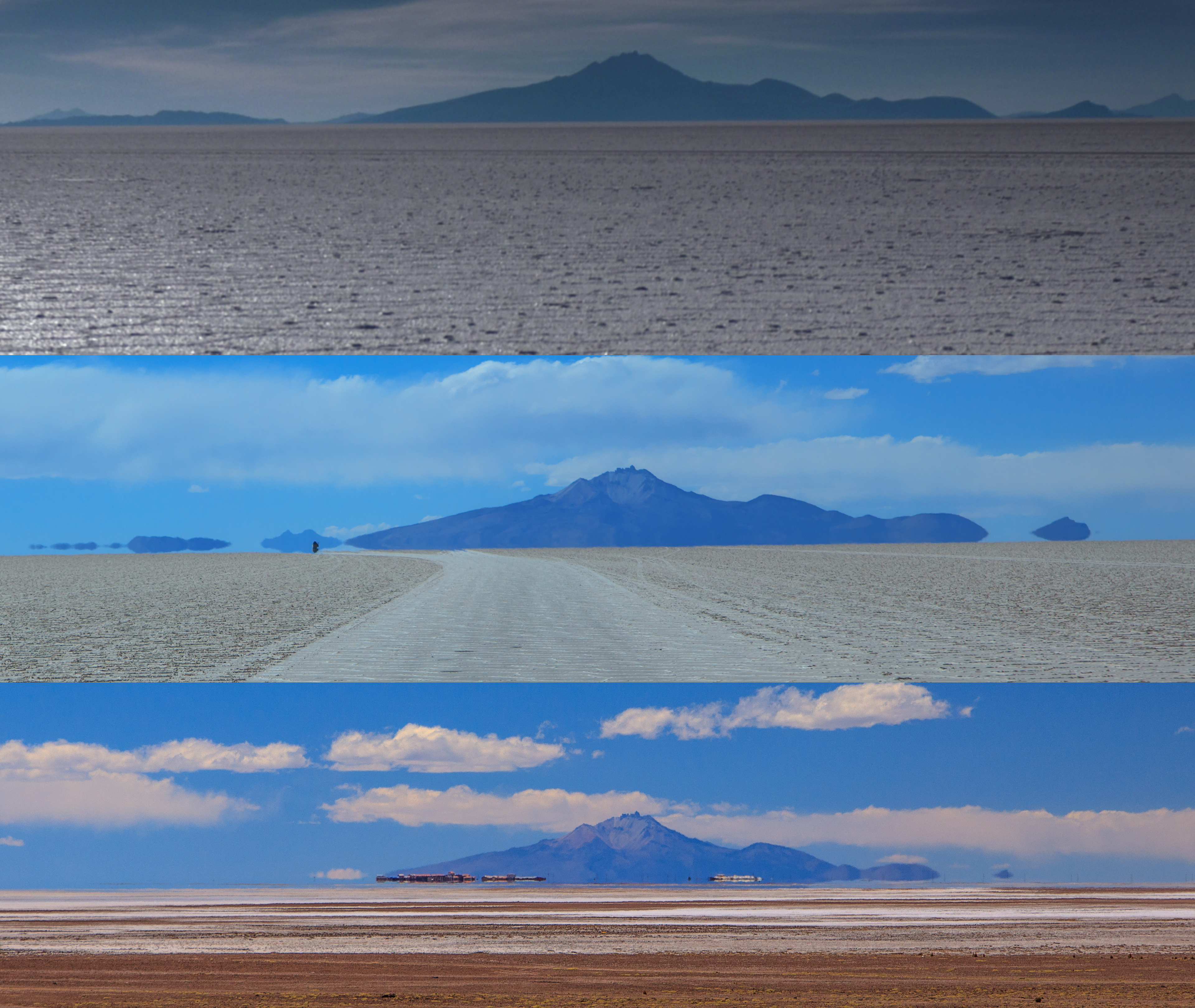
Comparació del volcà Tunupa en el Salar de Uyuni diferents distàncies ocultant-se en l'horitzó.
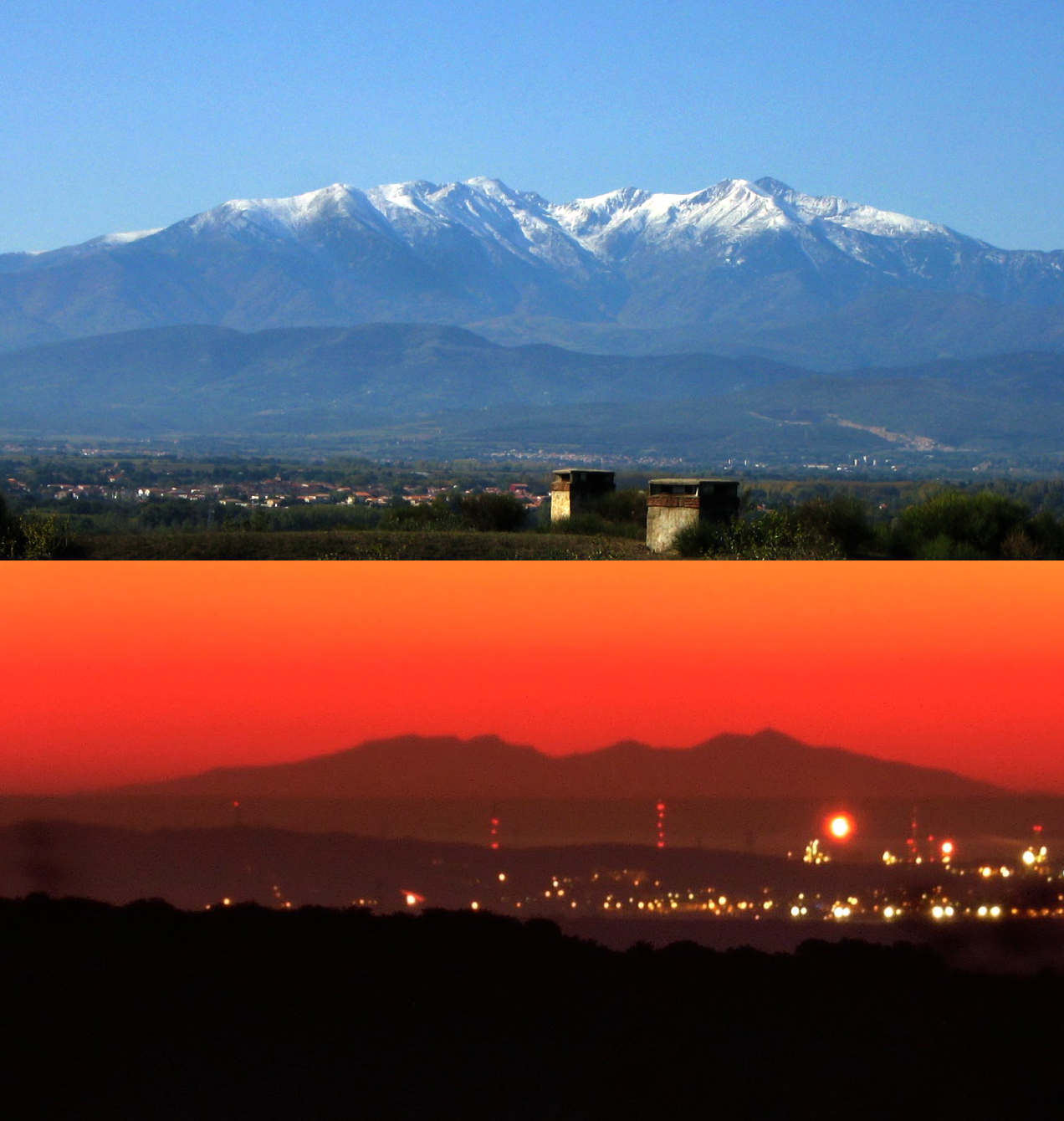
Comparació del Canigó vist des de Perpinyà (38.4 km) i a la muntanya de Ubacs en Boques del Roine (283.4 km).
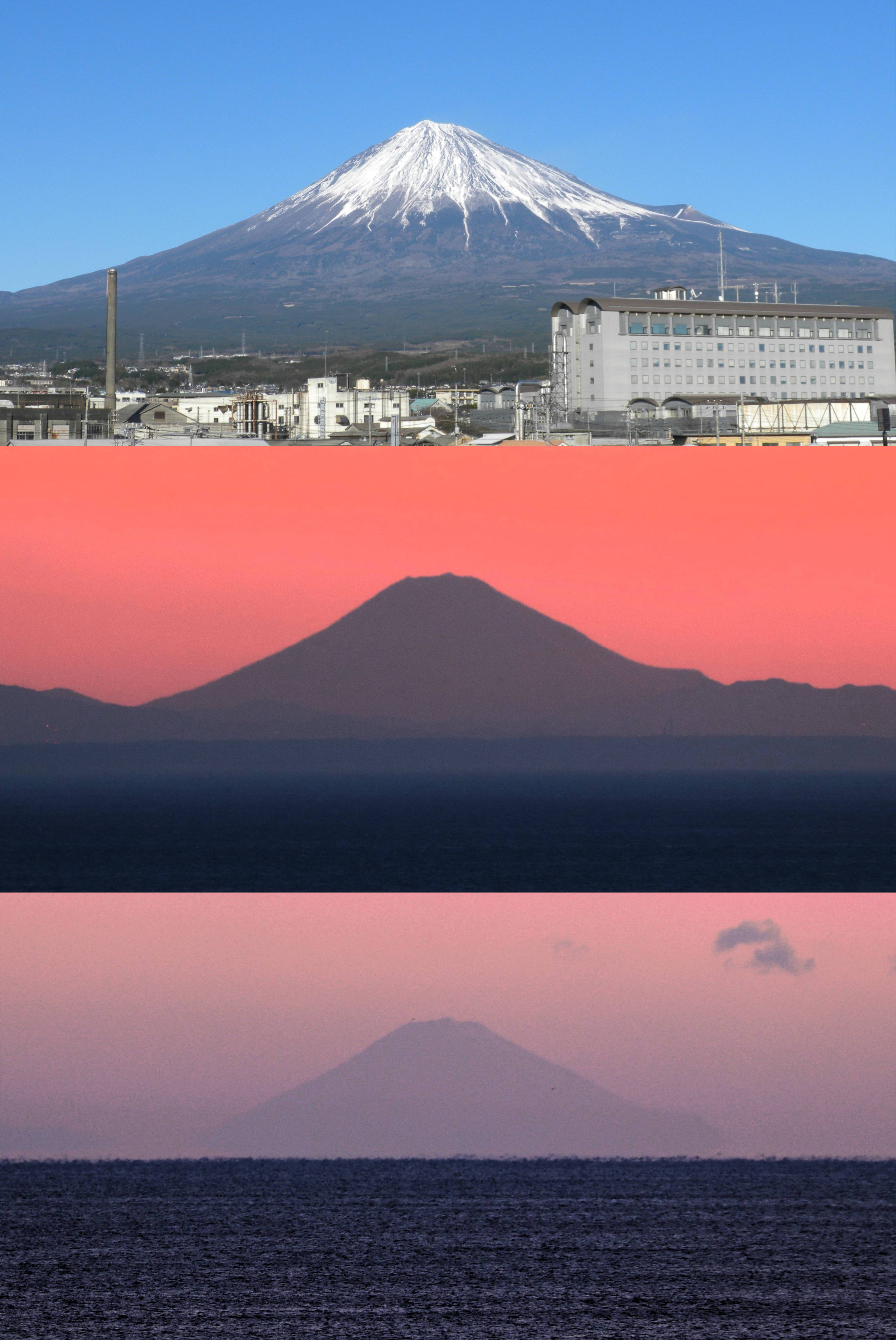
Muntanya Fuji vista des de Fujinomiya (20 km), Toba (197 km), i Shima (206 km).

El mateix ocorre quan es veu el cim d'una muntanya, però no la seva faldilla o peu quan es veu des d'un vaixell o des de l'altre costat d'un gran llac o terreny pla. Per exemple, en el primer episodi de la sèrie Public Broadcasting Service Genis, per Stephen Hawking es va observar que un helicòpter en la riba del llac Tahoe, Nevada (els EUA) no era visible des de l'altra riba fins que es va elevar uns 24 peus (7,31 m).
Alguns altres exemples d'objectes ocultant-se sobre la distància de l'horitzó són el volcà Tunupa en el salar de Uyuni, la ciutat de Toronto sobre el llac Ontario, la ciutat Chicago sobre el llac Míchigan, l'edifici Turning Tors ocultat per la mar Bàltica o torres elèctriques sobre el llac Pontchartrain.

### Experiment de Bedford Level

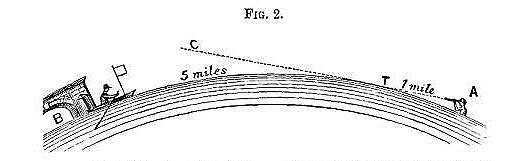
(Fig. 6) Diagrama de l'experiment de Samuel Birley Rowbotham en Bedford Level del seu llibre Earth Not a Globe.

(Fig. 7) Diagrama de la prova desenvolupada per Wallace per a demostrar la curvatura de la Terra: [1] Observació esperable si la Terra és esfèrica (resultat obtingut). [2] Observació esperable si la Terra anés plana (resultat no obtingut).

No obstant això, el científic Alfred Russel Wallace va ajustar el mètode de Rowbotham, que consistia a observar una bandera col·locada en un pal de 3 peus (0,9 m) d'alçada sobre una barca era totalment visible des de 6 milles (9,7 km) de distància. Samuel Rowbotham va afirmar que havia demostrat que la Terra era plana amb aquest experiment. Després Wallace, per a evitar els efectes de la refracció atmosfèrica. Wallace va utilitzar tres marques de referència situades a la mateixa altura, 13 peus (4 m) per sobre del nivell de l'aigua, en un tram rectilini del canal de Bedford situat entre dos ponts, separats entre si per sis milles de distància: un senyal situat sobre el canal en un punt intermedi format per un disc (acompanyat per un segon disc auxiliar, situat per sota); i dues bandes negres, una en cada pont. Wallace va realitzar observacions des dels dos ponts, i va comprovar amb un telescopi que els discos sempre apareixien per sobre de les marques negres, concloent que el resultat era consistent amb una Terra esfèrica (Fig. 7, [1]).
Un experiment semblant va ser realitzat en el documental de Netflix de 2018 Behind the Corbi, on Bob Knodel, un terraplanista que va destinar 20 milions de dòlars per fer el següent experiment: va col·locar una cambra alineada amb tres taulons perforats a 17 peus (5 m) d'altura, situats en una alineació de 3,88 milles (6,24 km) i li va demanar a un amic que sostingués en l'extrem oposat una llum a la mateixa altura. Si la Terra fora plana, la llum es veuria passant a través dels forats, però no va anar així, sinó que la llum va mantenir una lleu curvatura. Tan sols va ser visible quan li va demanar al seu amic que aixequés la llum a uns 23 peus (7 m) d'altura.
En el primer episodi de la sèrie PBS Genis, per Stephen Hawking es va dur a terme un altre experiment similar amb un capdavanter làser sobre el llac Tahoe, Nevada (els EUA). El punter anivellat a una altura de 2 peus i 7 polzades (66 cm) en la riba del llac era vist des d'un vaixell a una distància de 3 milles (4,82 km) a uns 6 peus (182,88 cm) d'altura.
Experiments similars fets amb capdavanters làser per terraplanistes manquen de consistència i rigor científic en ignorar factors ambientals que "poden fer que un raig làser es doblegui o es refracti" (vegeu a dalt Efectes de la refracció atmosfèrica) i que les distàncies són massa petites. És a gran escala com en l'Observatori de detecció d'ones gravitatòries (LLIGO) on dos tubs de buit perpendiculars de 4 km pel qual passen raigs làser "la curvatura de la Terra va ser un factor complicat en instal·lar-los perquè els làsers funcionessin correctament". A més, tots els raigs electromagnètics posseeixen una divergència del feix, que "durant la propagació del feix, la mateixa quantitat d'energia es dissemina sobre una àrea major". En els làsers és d'1 mil angular i a 10 km de distància un làser tindrà una amplària de feix de 10 m

## Observació de la Lluna

### Aparença de la Lluna

(Fig. 11) La Lluna bloquejada per marees a la Terra (esquerra) i com seria sense el bloqueig per marees (dreta).

L'acoblament de marea de la Lluna sobre la Terra dona com a resultat que la Lluna sempre mostri el mateix costat a la Terra (Fig. 11). Si la Terra fora plana, amb la Lluna surant sobre ella, la porció de la superfície de la Lluna visible per a les persones en la Terra variaria segons la ubicació en la Terra, en lloc de mostrar un "costat de la cara" idèntic per a tots. També, si la Terra fora plana, amb la Lluna girant a la seva al voltant bloquejada per marees, això portaria com a conseqüència que la Lluna es veuria simultàniament en tots els llocs de la Terra alhora, però la seva grandària aparent, la part que mira a l'espectador i l'orientació del costat oposat canviarien gradualment per a cada espectador, a mesura que es mou pel cel al llarg de la nit. Però la Lluna es veu pràcticament idèntica des de qualsevol part de la Terra a causa de la seva gran distància respecte a l'observador (a uns 384.400 km).

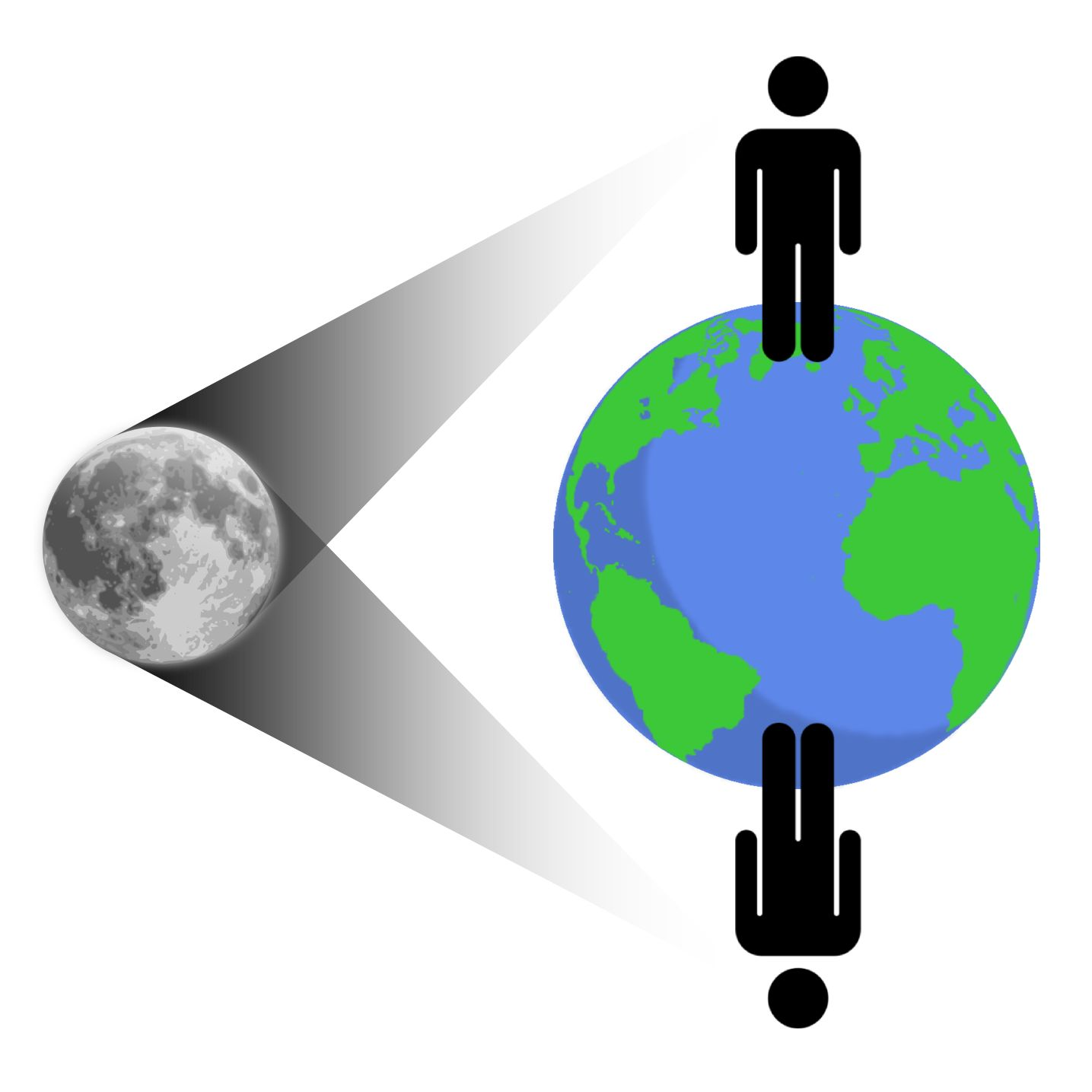
(Fig. 12) Diagrama de l'orientació de la Lluna respecte a la posició de l'observador.

L'orientació de la Lluna difereix depenent de la ubicació de l'observador a causa de l'esfericitat de la Terra (Fig. 12). Per exemple, en l'hemisferi nord quan la Lluna està en fase creixent, es troba il·luminada pel costat dret (en forma de D), mentre que en fase minvant està il·luminat pel costat esquerre (en forma de C). En canvi, l'hemisferi sud, és a l'inrevés.

Segons el raper terraplanista B.o.B. la Lluna és un astre que genera la seva pròpia llum. Aquesta afirmació és totalment falsa. La Lluna és il·luminada parcialment pel Sol i s'hi projecten ombres sobre la seva superfície rocosa, com es pot veure a través de telescopis. Al seu torn, el plasma no seria capaç de bloquejar la llum solar i projectar ombres en la Terra com ocorre en els eclipsis solars.